# Cory Stearns
Paul Cornell Stearns, detto Cory (Southampton, 16 ottobre 1985), è un danzatore e modello statunitense, primo ballerino dell'American Ballet Theatre dal 2011.

## Biografia
Cory Stearns ha iniziato a studiare danza classica all'età di cinque anni e a quindici ha partecipato al Youth America Grand Prix, vincendo una borsa di studio per la Royal Ballet School. Durante i suoi anni di studi a Londra ha danzato nel video musicale di Chocolate di Kylie Minogue; dopo essersi diplomato nel 2004 è tornato a New York per unirsi all'American Ballet Theatre, di cui è stato promosso solista nel 2009 e primo ballerino nel 2011. Nel 2013 ha fatto il suo debutto alla Royal Opera House danzando il ruolo del Principe ne Lo schiaccianoci di Peter Wright.
Nel corso della sua carriera ha danzato molti dei grandi ruoli del repertorio maschile, tra cui Solor ne La Bayadère, il Principe nella Cenerentola, Basidio ed Espada in Don Chisciotte, Conrad ne Le Corsaire, Oberon in The Dream, Colas ne La fille mal gardée, Kaschei ne L'uccello di fuoco, Albrecht in Giselle, Des Grieux ne L'Histoire de Manon, Onegin in Onegin, Beliaev in A Month in the Country, Romeo in Romeo e Giulietta, Désiré ne La bella addormentata, Siegfried ne Il lago dei cigni, James ne La Sylphide e Orione ed Apollo in Sylvia.
Dal 2009 ha lavorato anche come modelli, sfilando per Louis Vuitton, Ramsey e Dolce & Gabbana, oltre ad apparire su riviste di moda nelle fotografie di Bruce Weber, Steven Klein ed Annie Leibovitz.
Intrattiene una relazione con Devon Teuscher, prima ballerina dell'American Ballet Theatre.